# Urpay
Urpay es una localidad peruana capital del Distrito de Urpay de la Provincia de Pataz en la Departamento de La Libertad. Se ubica aproximadamente a unos 310 kilómetros al sureste de la ciudad de Trujillo.